# Zemzem Ahmed
Zemzem Ahmed Deko (ur. 27 grudnia 1984 w Asseli) – etiopska lekkoatletka specjalizująca się w biegu na 3000 metrów z przeszkodami.

## Osiągnięcia
- złoty medal mistrzostw Afryki (Addis Abeba 2008), w biegu finałowym Ahmed ustanowiła (nieaktualny już) rekord tej imprezy (9:44,58)
- 7. miejsce podczas igrzysk olimpijskich (Pekin 2008)

## Rekordy życiowe
- bieg na 3000 metrów – 9:03,49 (2008)
- bieg na 3000 metrów z przeszkodami – 9:17,85 (2008) były rekord Etiopii
- maraton – 2:27:12 (2012)